# حادثة الحدود الألبانية اليوغوسلافية 1999
وقع حادث على الحدود بين ألبانيا ويُوغوسلافيا في أبريل 1999 عندما قصف الجيش اليوغوسلافي عدة بلدات حُدودية في بلدية تروبوي في ألبانيا. كانت هذه البلدات تأوي العديد من اللاجئين من الحرب في كوسوفو. وفي 13 أبريل 1999، اقتحم جُنود مُشاة تابعين من القوات اليوغوسلافية الأراضي الألبانية من أجل إغلاق منطقة استخدمها جيش تحرير كوسوفو لشن هجمات ضد أهداف يوغوسلافية.

## تفاصيل الحادثة
أطلق جُنود الجيش اليوغوسلافي من مواقعهم على الجانب اليُوغوسلافي من الحدود ما لا يقل عن 10 قذائف على على بلدة كرومو حيث لجأ لاجئون من كوسوفو قبل مُنتصف الليل مباشرة. وذكر المتحدث باسم وزارة الخارجية الألبانية سوكول جوكا أن الحادث لم يُسفر عن وقوع أية إصابات على الجانبين، وأن ثلاثة منازل دُمرت أثناء القصف.

## ردود الفعل
أفاد مُراقبون من منظمة الأمن والتعاون في أوروبا بأن مظليين من للقوات اليوغوسلافية عبروا نحو الجانب الألباني من الحدود.
- يوغوسلافيا : نفت وزارة الخارجية اقتحام القُوات اليوغوسلافية للأراضي الألبانية.[7]
- ألبانيا : أعلنت وزارة الخارجية أن «قُوات مشاة تابعة للقوات اليوغوسلافية اخترقت مسافة تصل إلى كيلومترين (1.2 ميل) داخل الأراضي الألبانية، وذلك بعد ساعتين من قصف بالقنابل على جانبنا».[7] في 18 أبريل، قطعت ألبانيا جميع العلاقات الدبلوماسية مع يوغوسلافيا.[2]
- تركيا : صرح رئيس الوزراء بولنت أجاويد بأنه سيسمح «إذا لزم الأمر، أن تُدافع تركيا مع ألبانيا عن سيادتها واستقلال الشعب الألباني الصديق والشقيق.».[3]